# Atlantyda. Powrót Milo
Atlantyda: Powrót Milo (ang. Atlantis: Milo’s Return, 2003) – amerykański film animowany z wytwórni Walt Disney Pictures. Kontynuacja filmu Atlantyda. Zaginiony ląd z 2001 roku.

## Obsada
- James Arnold Taylor – król Milo Thatch
- Cree Summer – królowa Kida
- John Mahoney – Whitmore
- Jacqueline Obradors –
  - Audrey,
  - pielęgniarka
- Don Novello – „Wołodia”
- Corey Burton – „Mole”
- Phil Morris – doktor Słodki
- Frank Welker –
  - Obby,
  - kapitan
- Florence Stanley – Wilhelmina Packard
- Steve Barr – Cookie
- Clancy Brown – Edgar Vulgud
- Jean Gilpin – Inger Eliassen
- Kai Rune Larson –
  - Seaman,
  - Gunnar
- Bill Fagerbakke – Sven
- Thomas F. Wilson – Ashton Carnaby
- Floyd Red Crow Westerman – Chakashi
- Jeff Bennett – Sam McKeane
- W. Morgan Sheppard – Erik Hellstrom